# N702iS
FOMA N702iS（フォーマ エヌななまるにアイエス）は、NECによって開発された、NTTドコモの第三世代携帯電話 （FOMA）端末製品である。

## 概要
「グラスに入ったドリンク」をイメージとして開発された。N701i以来のスタイルプラス対応機種でもある。
スタイルプラスは8種類用意され、それぞれが飲み物（抹茶やソーダなど）をイメージしたものになっている（別売）。
また装備したスタイルプラスに合わせて画面も同じコーディネートで色を設定することができるスタイルモード機能も搭載されている。
なお右表の本体色で、4番目以降の色はスタイルプラスでのみの発売となっている。
さらに3軸の加速度センサーを搭載。これによって本体を傾けることによって自分のメールアドレスを赤外線送信をするといったユニークな機能が搭載された。プリインストールされている待ち受け画面でも本体の傾きによって変化するようになっている。
iチャネルに対応。ただし外部メモリーを搭載していない。

## 歴史
- 2006年7月4日:D702iF、N702iS、P702iD、SH702iS、M702iS、M702iG と共に702iSシリーズの開発を発表。
  - 2006年6月19日：技術基準適合証明（TELEC）通過
  - 2006年6月22日：電気通信端末機器審査協会（JATE）通過

## 不具合
2007年4月末日現在、特に大きな不具合は発見されていない。